# Viteză cosmică
Viteza cosmică, numită și viteză de eliberare pentru un corp ceresc este viteza pe care trebuie să o aibă inițial un corp sondă pentru ca acesta să iasă din câmpul gravitațional al acelui corp ceresc. Mai exact, viteza de eliberare este viteza la care energia cinetică a unui corp sondă este egală cu lucrul mecanic efectuat de atracția gravitațională a corpului ceresc asupra corpului sondă atunci când corpul sondă se deplasează din punctul considerat (de obicei de pe suprafața corpului ceresc) până la infinit.
Presupunând un corp ceresc perfect sferic, omogen și fără mișcare de rotație, atracția gravitațională asupra corpului de probă este {\displaystyle G=K{\frac {m_{c}m}{r^{2}}}}, unde m este masa corpului de probă, mc este masa corpului ceresc, r este distanța dintre centrele corpurilor și K este constanta atracției universale. Lucrul mecanic efectuat de forță de atracție gravitațională este
{\displaystyle L=\int \limits _{r_{0}}^{\infty }K{\frac {m_{c}m}{r^{2}}}\mathrm {d} r=K{\frac {m_{c}m}{r_{0}}}}
unde r0 este raza corpului ceresc, adică distanță de la care pleacă corpul de probă. Viteza de eliberare rezultă deci din egalitatea:
{\displaystyle {\frac {mv^{2}}{2}}=K{\frac {m_{c}m}{r_{0}}}}
adică
{\displaystyle v={\sqrt {\frac {2Km_{c}}{r_{0}}}}}
O altă expresie pentru viteza de eliberare, în funcție de accelerația gravitațională la suprafața corpului ceresc {\displaystyle g=K{\frac {m_{c}}{r_{0}^{2}}}} este:
{\displaystyle v={\sqrt {2gr_{0}}}}
De exemplu, pentru Pământ, punând g ≈ 9,8 m/s² și r ≈ 6360 km rezultă viteza de eliberare v ≈ 11,2 km/s.